# NOc Almirante Álvaro Alberto (H-43)
O NOc Almirante Álvaro Alberto (H-43), ex-Grant Mariner, ex-Polar 901, foi o primeiro navio a ostentar esse nome na Marinha do Brasil, em homenagem ao almirante Álvaro Alberto, que se destacou no campo da ciência e tecnologia. Foi construído pelo estaleiro Burton Construction & Shipbuilding Co., em Port Arthur, Texas, como rebocador de apoio a plataformas marítimas, com capacidade para operar em condições de gelo moderado, sendo entregue como Polar 901.
Foi adquirido da empresa estadunidense Grant Norpac Inc. com o propósito de incrementar de forma sensível o projeto de levantamentos geofísicos no
mar, sob a responsabilidade da Diretoria de Hidrografia e Navegação da Marinha.
Após um incêndio em 20 de dezembro de 1992, com duração de mais de 12 horas, o navio afundou cinco milhas ao sul do Canal de Itapoã, na Lagoa dos Patos, próximo a Tapes, no Rio Grande do Sul.

## Comandantes
Foram comandantes da embarcação:
- Capitão de Fragata Altineu Pires Miguens — 31 de maio de 1988 a 31 de outubro de 1989
- Capitão de Fragata Arlindo Ferraz Junior — 31 de outubro de 1989 a 18 de maio de 1992
- Capitão de Fragata Domingos Sérgio Meireles — 18 de maio de 1992 a 2 de abril de 1993